# Макаки
Мака́ки (лат. Macaca) — род приматов из семейства мартышковых, состоящий из 21 вида, большинство из которых обитают в Азии. Появились примерно 5,1 млн лет назад.

## Распространение
Ареал макак простирается от Афганистана до Юго-Восточной Азии, а также до Японии. Особенным разнообразием видов отличается остров Сулавеси, где проживают шесть эндемичных видов макак. Единственным представителем семейства, встречающимся за пределами Азии, является магот, живущий в Северной Африке и в Гибралтаре.
Макаки встречаются в разнообразных местообитаниях — от тропических лесов до горных местностей. Японский макак обитает в заснеженных горах Японии и за исключением человека является наиболее северным приматом. Некоторые виды, например макаки-резусы, в большом количестве живут даже в городах.
Коренной зуб макаки из раннего плиоцена формации Ред-Крэг (Красная скала) (Великобритания), найденный в Уолдрингфилде около 1908 года и оставшийся неопознанным в коллекции Музея Седжвика в Кембриджском университете, представляет собой одну из старейших и самых северных (52°N) находок обезьяньего зуба в Европе, о которых сообщалось на сегодняшний день.

## Описание
Макаки — приматы средней величины с крепким туловищем и сильными конечностями. Их густая шерсть окрашена в серо-коричневый цвет, однако порою бывает и чёрной. На продолговатой морде волосяной покров отсутствует. У некоторых видов на голове имеются заметные «шапки» либо своеобразные бороды. Важным отличительным признаком является длина хвоста: у маготов он полностью отсутствует, у некоторых видов он куцый, а у остальных почти такой же длинный, как всё туловище. Длина тела у макак достигает 80 см, а масса колеблется от 6 до 15 кг. Самцы в среднем в два раза тяжелее самок.

## Поведение

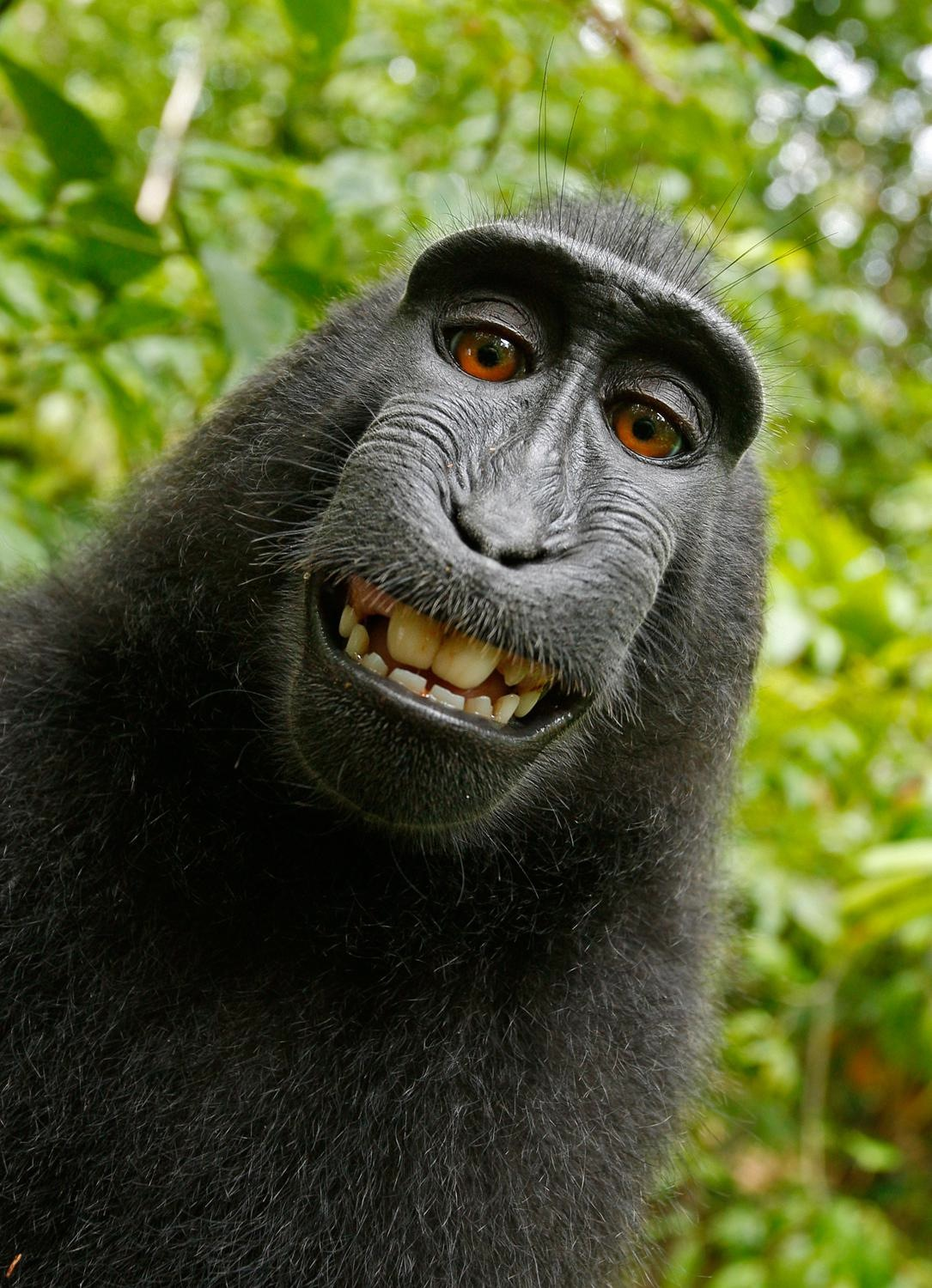
Автофотопортрет хохлатого павиана — представителя одного из видов рода макак

Макаки активны в дневное время. Они хорошо умеют лазить по деревьям и скалам, но проводят значительную часть своей жизни на земле. Макаки живут в группах от 10 до 100 особей. В группе, как правило, в три-четыре раза больше самок, чем самцов. Существуют и группы, состоящие исключительно из самцов-холостяков, которые по разным причинам не в состоянии составить конкуренцию вожакам групп самок. Внутри группы существуют строгие иерархии как среди самцов, так и среди самок. Молодые самцы после вступления в половозрелый возраст покидают группу, в то время как молодые самки в ней остаются. Территориальное поведение выражено не особенно сильно, иногда представители разных групп ищут пищу вблизи друг друга. Многочисленные звуки и крики, а также взаимный уход за шерстью служат общению и социальному взаимодействию.

## Питание
Как большинство мартышковых, макаки всеядны, но предпочитают растительную пищу, в которую входят фрукты, листья, семена, лепестки, а также кора и хвоя. Из животной пищи они изредка употребляют насекомых, птичьи яйца, мелких позвоночных. Макак-крабоед любит дополнять своё меню крабами.

## Размножение
Возбухание и покраснение гениталий у самок сигнализирует самцам об их сексуальной готовности и фертильности. Способность самок забеременеть у большинства видов зависит от времени года, а также от качества питания. Самки и самцы спариваются с разными партнёрами, важную роль в этом процессе играет и социальная иерархия. После беременности, длящейся в среднем 160—170 суток, самка рождает одного детёныша. Около года он сосёт материнское молоко и достигает половой зрелости в 3-4 года (самка) и в 6-7 лет (самец). Продолжительность жизни у макак составляет от 15 до 20 лет, в неволе они могут, однако, дожить и до 30 лет.

## Виды
- Macaca arctoides I. Geoffroy, 1831 — Медвежий макак
- Macaca assamensis McClelland, 1840 — Горный резус, или ассамский макак[3]
- Macaca cyclopis Swinhoe, 1863 — Тайваньский резус
- Macaca fascicularis Raffles, 1821 — Макак-крабоед
- Macaca fuscata Blyth, 1875 — Японский макак
- Macaca hecki Matschie, 1901
- Macaca leonina Blyth, 1863 — Северный свинохвостый макак
- Macaca leucogenys Li, Zhao, Fan, 2015
- Macaca maura Schinz, 1825 — Целебесский макак
- Macaca mulatta Zimmermann, 1780 — Макак-резус
- Macaca munzala Sinha et al., 2005
- Macaca nemestrina Linnaeus, 1766 — Свинохвостый макак, или лапундер
- Macaca nigra Desmarest, 1822 — Хохлатый павиан, или хохлатый макак, или чёрный макак[3]
- Macaca nigriscens Temminck, 1849
- Macaca ochreata Ogilby, 1841
- Macaca pagensis Miller, 1903 — Пагайский макак
- Macaca radiata É. Geoffroy, 1812 — Индийский макак, или макак боннет
- Macaca siberu Fuentes and Olson, 1995 — Сиберутский макак
- Macaca silenus Linnaeus, 1758 — Вандеру, или львинохвостый макак
- Macaca sinica Linnaeus, 1771 — Цейлонский макак
- Macaca sylvanus Linnaeus, 1758 — Варварийская обезьяна,или магот, или магрибский макак[3]
- Macaca thibetana Milne-Edwards, 1870 — Макак Давида, или тибетский макак[3]
- Macaca tonkeana Meyer, 1899 — Тонкский макак[3]

## Галерея

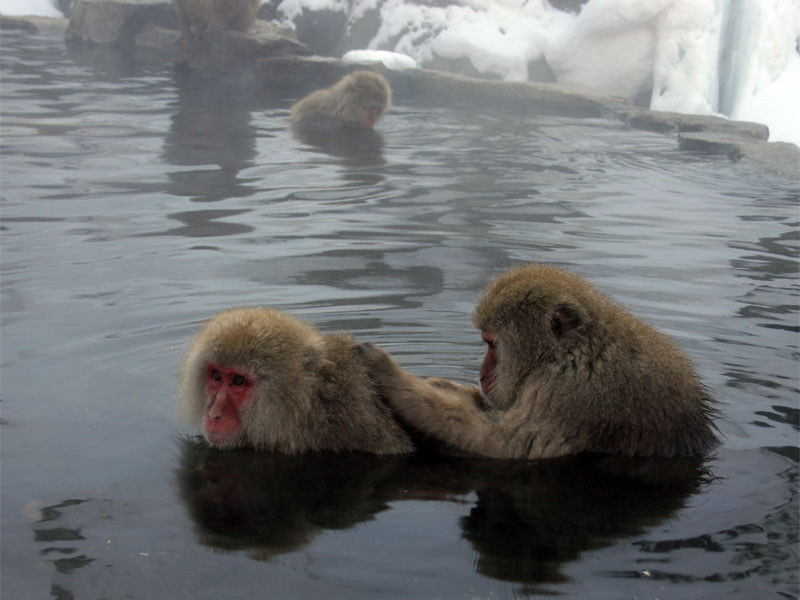
Японские макаки в горячем источнике
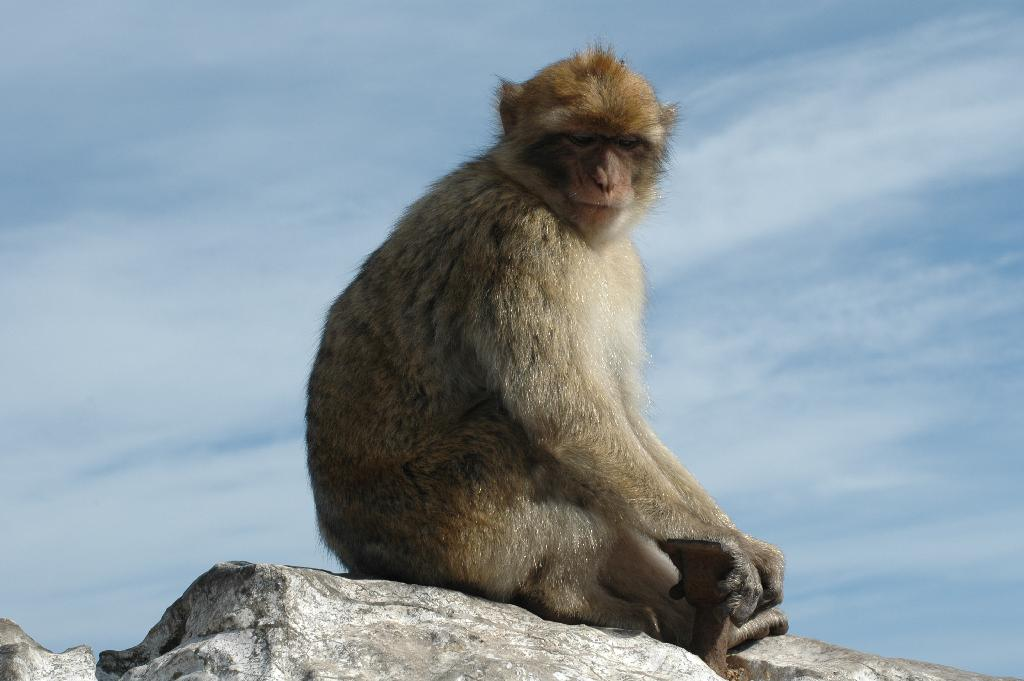
Магот
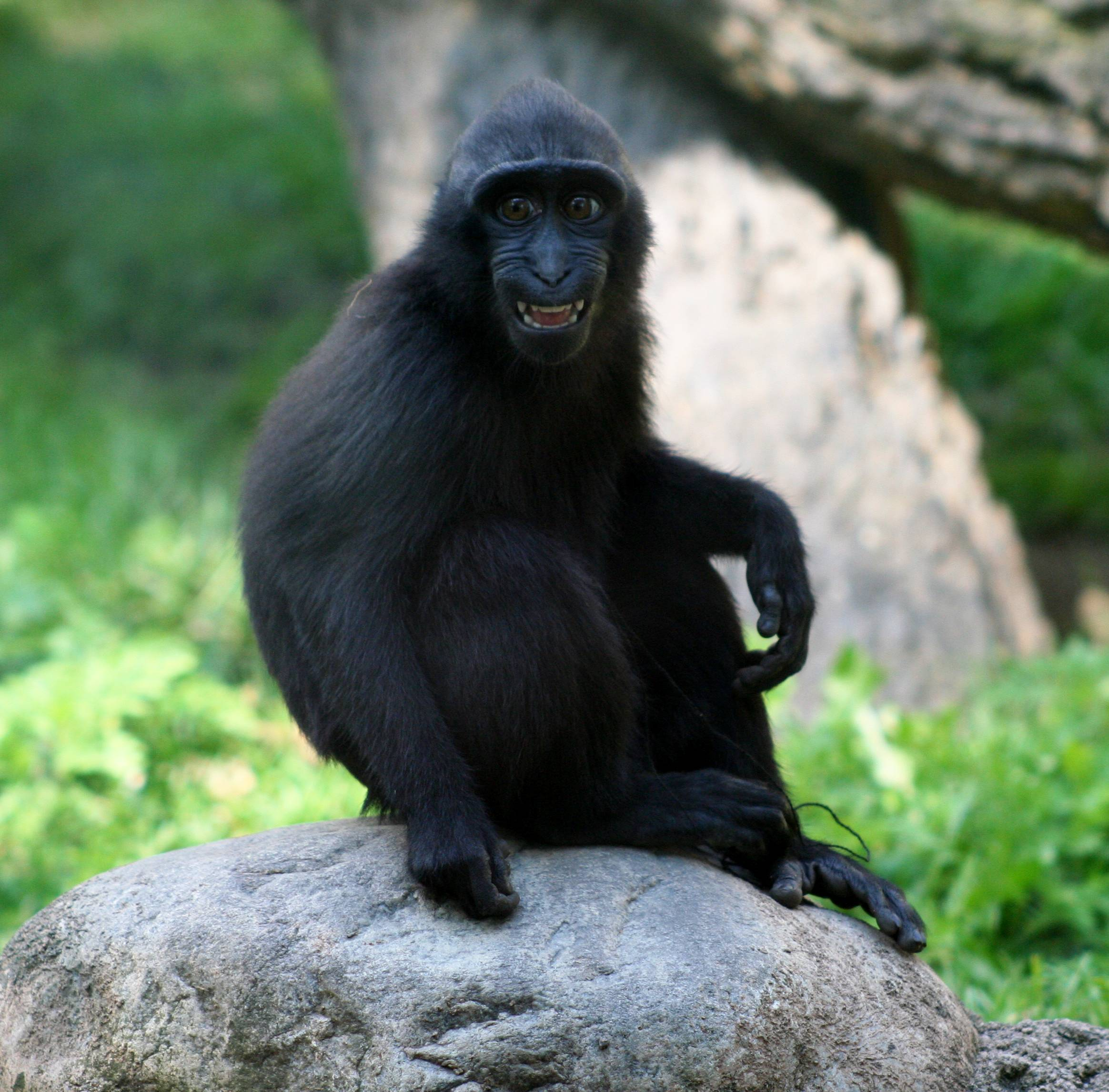
Хохлатый павиан
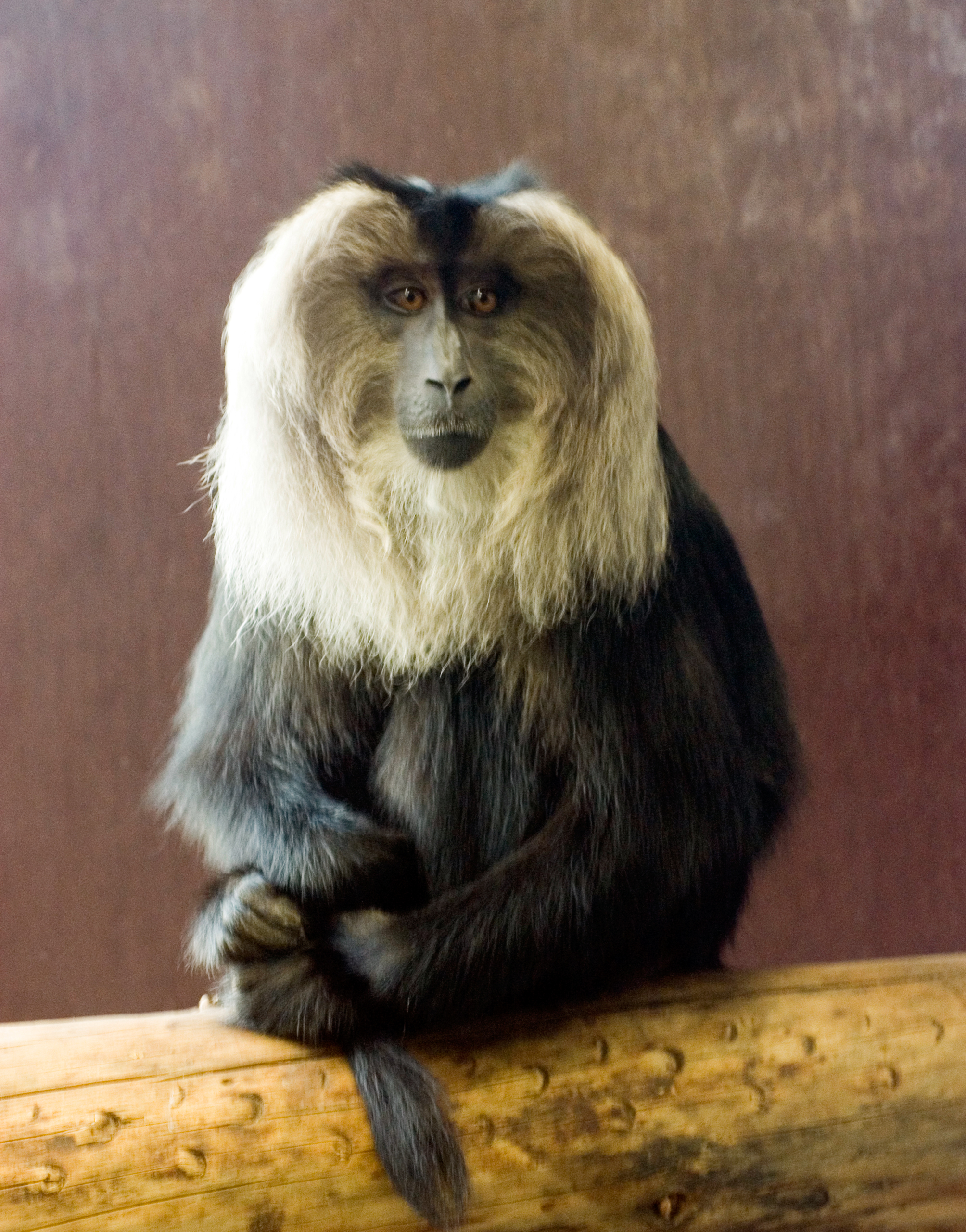
Вандеру
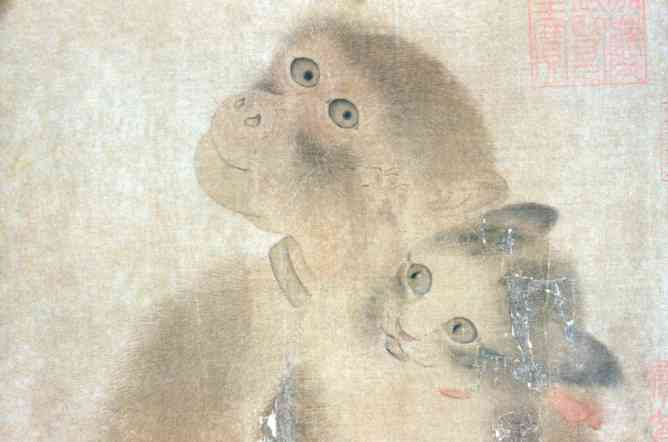
Макак с кошкой, фрагмент картины И Юаньцзи